# Gabriel Bourque
Gabriel Bourque (* 23. September 1990 in Rimouski, Québec) ist ein ehemaliger kanadischer Eishockeyspieler, der im Verlauf seiner aktiven Karriere zwischen 2007 und 2024 unter anderem 449 Spiele für die Nashville Predators, Colorado Avalanche und Winnipeg Jets in der National Hockey League (NHL) auf der Position des linken Flügelstürmers bestritten hat.

## Karriere
Gabriel Bourque begann seine Karriere als Eishockeyspieler in der kanadischen Juniorenliga Ligue de hockey junior majeur du Québec, in der er von 2007 bis 2010 für Drakkar de Baie-Comeau und die Moncton Wildcats aktiv war. In der Saison 2009/10 gewann der Flügelspieler mit den Moncton Wildcats die Coupe du Président, den Meistertitel der LHJMQ. Er selbst hatte maßgeblichen Anteil an dem Erfolg, indem er bester Torschütze der Playoffs war und mit der Trophée Guy Lafleur als wertvollster Spieler der LHJMQ-Playoffs ausgezeichnet wurde. Während seiner Juniorenzeit wurde er im NHL Entry Draft 2009 in der fünften Runde als insgesamt 132. Spieler von den Nashville Predators ausgewählt. Für deren Farmteam Milwaukee Admirals lief er während der gesamten Saison 2010/11 in der American Hockey League auf. Die folgende Spielzeit begann er ebenfalls bei den Admirals in der AHL, wurde jedoch im Laufe der Spielzeit von den Nashville Predators befördert und während der gesamten restlichen Saison in der National Hockey League eingesetzt.
Dennoch erhielt Bourque keinen weiterführenden Vertrag in Nashville, sodass er sich probeweise der Colorado Avalanche anschloss, die ihn dann im Oktober 2016 mit einem Einjahresvertrag ausstatteten, der anschließend zweimal um die gleiche Dauer verlängert wurde. Im August 2019 schließlich wechselte Bourque als Free Agent zu den Winnipeg Jets. Dieser wurde im Oktober 2020 nicht verlängert, bevor er in der Saison 2020/21 ohne Team blieb und sich erst im Juni 2021 den Rocket de Laval mit einem auf die AHL beschränkten Vertrag anschloss. Dort war er bis zum Ende der Spielzeit 2023/24 aktiv, ehe der 34-Jährige seine Karriere im Oktober 2024 beendete.

### International
Für Kanada nahm Bourque an der U20-Junioren-Weltmeisterschaft 2010 teil, bei der er mit seiner Mannschaft die Silbermedaille gewann.

## Erfolge und Auszeichnungen
- 2010 Coupe-du-Président-Gewinn mit den Moncton Wildcats
- 2010 Bester Torschütze der LHJMQ-Playoffs
- 2010 Trophée Guy Lafleur

### International
- 2010 Silbermedaille bei der U20-Junioren-Weltmeisterschaft

## Karrierestatistik

### International
Vertrat Kanada bei:
- U20-Junioren-Weltmeisterschaft 2010

(Legende zur Spielerstatistik: Sp oder GP = absolvierte Spiele; T oder G = erzielte Tore; V oder A = erzielte Assists; Pkt oder Pts = erzielte Scorerpunkte; SM oder PIM = erhaltene Strafminuten; +/− = Plus/Minus-Bilanz; PP = erzielte Überzahltore; SH = erzielte Unterzahltore; GW = erzielte Siegtore; 1 Play-downs/Relegation; Kursiv: Statistik nicht vollständig)